# Robert Plot
Robert Plot (13. prosinca 1640. – 30. travnja 1696.) je bio engleski prirodoslovac, prvi profesor kemije na sveučilištu Oxfordu i prvi čuvar muzeja Ashmolean.
Rođen je u Bordenu (Ujedinjeno Kraljevstvo) gdje je ujedno bio i školovan. Pohađao je Oxford, te nakon diplomiranja, vlastitome sveučilištu donira statut kralja Alfreda, za kojeg se vjeruje da je bio osnivač sveučilišta.
Plot je bio poznat po svojoj potrazi za prirodnim dobrima u nekoliko engleskih pokrajina te zbog pisanja knjige The Natural History of Oxford.
Godine 1677. postao je član elitnog društva znanstvenika zbog njegovih istraživanja o mineralima. Nakon 1686. godine, Plot se posvetio arheologiji, no krivo je interpretirao rimske ostatke kao saske.